# Catocala dilecta
Catocala dilecta là một loài bướm đêm trong họ Erebidae.